# Melanospiza bicolor
El semillero bicolor (Melanospiza bicolor), también denominado semillerito bicolor, tomeguín prieto (en Cuba), gorrión negro o chamorro negro (en Puerto Rico), juana maruca (en la República Dominicana), semillero pechinegro o perdigón (en Colombia) o tordillo común (en Venezuela), es una especie de ave paseriforme de la familia Thraupidae, una de las dos pertenecientes al género Melanospiza, antes situada en el género Tiaris.  Es nativa de las Antillas y del norte y noroeste de Sudamérica. 

## Distribución y hábitat
Se distribuye ampliamente por toda la región caribeña en Anguilla, Antigua y Barbuda, Aruba, Bahamas, Barbados, Bonaire, San Eustaquio y Saba, Islas Caimán, islas menores al norte de Cuba, Curaçao, Dominica, La Española (República Dominicana y Haití), Granada, Guadalupe, Jamaica, Martinica; Montserrat, Puerto Rico, San Cristóbal y Nieves, Santa Lucía, isla de San Martín, San Vicente y las Granadinas, Trinidad y Tobago; Turcas y Caicos, Islas Vírgenes Británicas, Islas Vírgenes de Estados Unidos, es un visitante ocasional en Florida y cayos aledaños, Estados Unidos; en Sudamérica se encuentra junto en las zonas costeras de Venezuela, el norte de Colombia, llegando hasta el sur hasta el centro sur, en el alto valle del Magdalena.
Es una especie considerada localmente común en sus hábitats naturales: los matorrales secos costeros, áreas de pastizales y bordes de bosque, hasta los 1000 m de altitud.

## Descripción
Mide unos 11 cm de longitud. El macho tiene la cabeza, la garganta, el pecho y el vientre de un color negro deslucido. La espalda es verde olivo muy oscuro. La hembra tiene el dorso beige-oliváceo y por abajo grisáceo. Los juveniles son como la hembra pero más opacos. 

## Comportamiento
Anda en parejas o en pequeños grupos, saltitando en el suelo o cerca, frecuentemente en jardines, es manso alrededor de habitaciones humanas. Se alimentan de semillas y frutos en el suelo.

### Reproducción

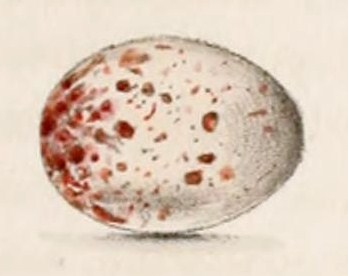
Huevo, ilustración en The Ibis, 1859.

Anida de abril a junio. El nido es globular con entrada lateral, o desde abajo construido con pajas, fibras, raicillas y pelos. La puesta es de tres huevos blancuzcos con el extremo mayor muy lleno de manchas pequeñas.

### Vocalización
El canto es un débil pero alegre «tz-tzitiitiiii» algunas veces dado en una demostración en un vuelo agitado.

## Sistemática

### Descripción original
La especie M. bicolor fue descrita por primera vez por el naturalista sueco Carlos Linneo en 1766 bajo el nombre científico Fringilla bicolor; su localidad tipo es: «América, restringido para Bahamas».

### Etimología
El nombre genérico femenino Melanospiza es una combinación de las palabras del griego «melas»: ‘negro’, y «σπιζα spiza» que es el nombre común del pinzón vulgar, vocablo comúnmente utilizado en ornitología cuando se crea un nombre de un ave que es parecida a un pinzón; y el nombre de la especie bicolor en el latín significa ‘de dos colores’.

### Taxonomía
Hasta recientemente estaba incluida en el género Tiaris, hasta que los amplios estudios filogenéticos realizados en los años 2010, demostraron que la presente especie era pariente muy próximo de Melanospiza richardsoni y distante de las otras especies antes contenidas en Tiaris, Burns et al. (2016) propusieron transferir la especie T. bicolor para el género Melanospiza. Los cambios taxonómicos fueron aprobados por el Comité de Clasificación de Sudamérica (SACC) en la Propuesta N° 730 parte 4.

### Subespecies
Según las clasificaciones del Congreso Ornitológico Internacional (IOC) y Clements Checklist/eBird v.2019 se reconocen ocho subespecies, con su correspondiente distribución geográfica:
- Melanospiza bicolor bicolor (Linnaeus), 1766 – Bahamas y cayos del litoral de la provincia de Las Villas, Cuba.
- Melanospiza bicolor grandior (Cory), 1887 – islas Providencia, Santa Catalina y San Andrés (Colombia), en el oeste del Mar Caribe.
- Melanospiza bicolor huilae (A.H. Miller), 1952 – centro sur de Colombia, en el alto valle del Magdalena.
- Melanospiza bicolor johnstonei (Lowe), 1906 – Isla La Blanquilla e Islas Los Hermanos (litoral de Venezuela).
- Melanospiza bicolor marchii (Baird), 1864 – Jamaica, La Española e islas adyacentes.
- Melanospiza bicolor omissa (Jardine), 1847 – desde Puerto Rico, a lo largo de las Antillas Menores hasta Tobago, Isla Margarita, norte de Colombia y norte de Venezuela.
- Melanospiza bicolor sharpei (Hartert), 1893 – Aruba, Curaçao y Bonaire.
- Melanospiza bicolor tortugensis (Cory), 1909 – Isla La Tortuga (litoral de Venezuela).